# 코메일 가세미
코메일 가세미(페르시아어: کمیل قاسمی,‎ 1988년 2월 27일~)는 이란의 레슬링 선수이다. 2012년 하계 올림픽 자유형 슈퍼헤비급에서 금메달을 획득했으며, 2016년 하계 올림픽 자유형 슈퍼헤비급 은메달을 획득했다. 또한 세계 선수권 대회에서 은메달 1개, 아시아 선수권 대회에서 금메달 1개, 은메달 2개를 획득했다.